# Odczynnik grupowy
Odczynnik grupowy – substancja chemiczna reagująca z grupą jonów w określonych warunkach. Jest podstawowym odczynnikiem w jakościowej analizie chemicznej związków nieorganicznych, gdyż pozwala na rozdział mieszaniny jonów na poszczególne grupy analityczne głównie poprzez strącanie osadów danych jonów.
Odczynniki grupowe w analizie jakościowej według podziału Lipca i Szmala:
- I grupa: 3n roztwór kwasu solnego,
- II grupa: kwas siarkowy lub węglan amonu,
- III grupa: siarkowodór lub tioacetamid w rozcieńczonym kwasie siarkowym,
- IV grupa: siarczek amonu lub tioacetamid w buforze amonowym,
- V grupa nie ma odczynnika grupowego.